# Sant Martí de Montclar
Sant Martí de Montclar és una església del municipi de Montclar (Berguedà) inclosa en l'Inventari del Patrimoni Arquitectònic de Catalunya.

## Descripció
Al centre de la població de Montclar i oberta a la plaça, hi ha l'església de Sant Martí amb el clos del cementiri adossat a l'angle sud-oest. Al primitiu temple romànic d'una sola nau capçat per un absis esvelt tan ample com la mateixa nau al cantó de llevant, s'hi afegiren al segle xvii dues capelles a manera de transsepte. L'absis té una senzilla finestra de doble esqueixada coberta amb arc de mig punt. El parament és de carreus de pedra de grans dimensions, quadrats i col·locats a trencapunt. La portalada de migdia va ser remodelada i ara és rectangular. Al mur de ponent es conserva una gran finestra romànica sobre la qual hi ha les restes de l'antiga espadanya reconvertida en una torre a manera de comunidor cobert per una teulada a quatre vessants.
El retaule major dedicat a sant Martí és del segle xviii, a una capella lateral conserva un retaule de la Mare de Déu del Roser, també barroc, i a l'altra capella lateral hi ha el retaule de sant Isidre, neoclàssic tardà, tots dos del segle xix.

## Història
Església parroquial de Sant Martí de Montclar. Els seus orígens els hem de lligar al naixement del castell de Montclar, documentat ja al s. XIII. L'església malgrat ésser segurament la del castell, no apareix esmentada en la documentació. Sabem, però, que al s. XVII fou ampliada gràcies a les llindes gravades de la porta d'accés.
L'església fou molt modificada en aquell moment amb l'annexió d'un creuer i una nova porta d'entrada al mur de migjorn amb un entaulament fictici i coberta per un petit ràfec a dues aigües de teula àrab. S'aixecà també l'absis fins al nivell de la teulada i un campanar de planta quadrada substituint el romànic, possiblement d'espadanya.
Conserva tres interessants retuales barrocs al seu interior. El conjunt ha estat restaurat pel servei de restauració de monuments de la diputació de Barcelona.